# Miho Museum

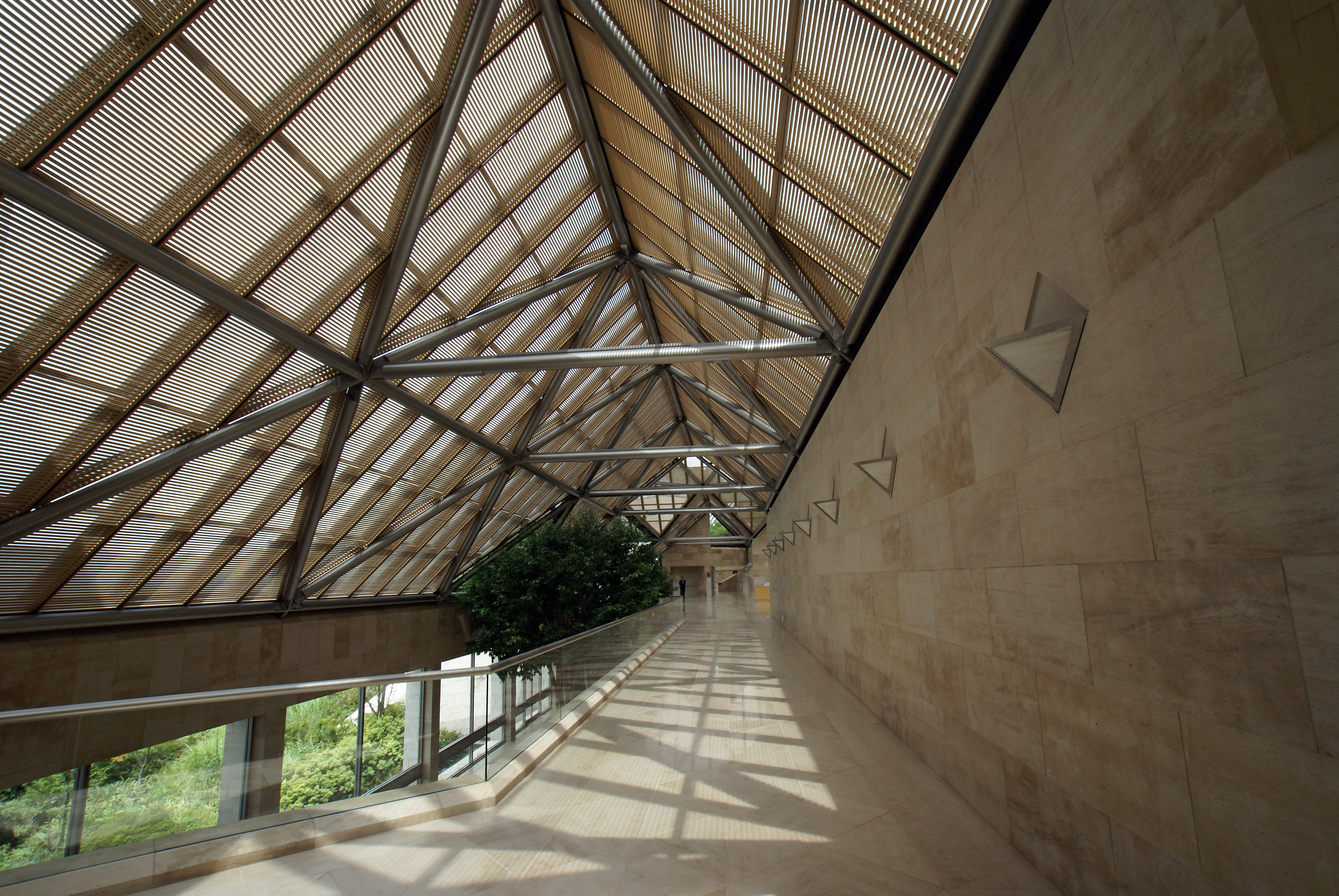
Lo stile degli interni del museo, come concepiti da Ming Pei.

Il Miho Museum è una struttura espositiva giapponese, ubicata a sudest di Kyoto, presso la città di Shigaraki, nella Prefettura di Shiga. La realizzazione architettonica è avvenuta su progetto dell'architetto Ieoh Ming Pei, già noto, fra l'altro, come autore della Piramide del Louvre.
Il museo fu la realizzazione di un sogno coltivato da una delle donne più ricche del Giappone, Mihoko Koyama (1910-2003), da cui il museo prende il nome, ereditiera delle attività tessili della Toyobo Corporation. Koyama era già nota per aver fondato, nel 1970, il movimento spirituale Shumei, che si dice aver raggiunto i 300.000 adepti in tutto il mondo. Negli anni novanta Koyama commissionò la costruzione del museo attiguo al tempio Shumei nei monti Shigaraki.

## Collezione

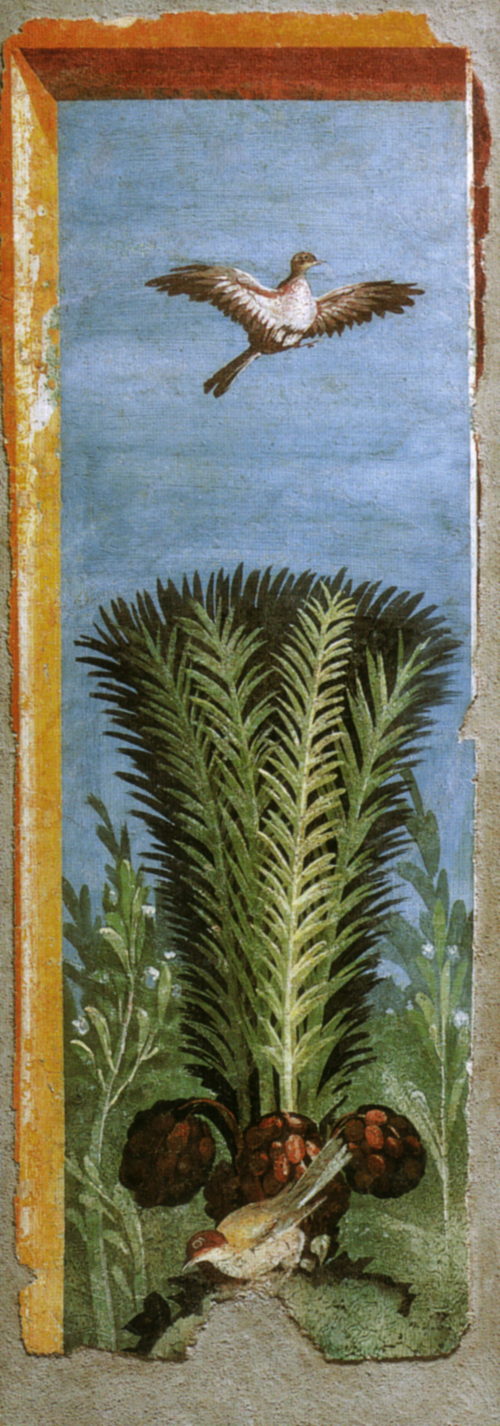
Pittura parietale di area vesuviana.

Il museo ospita la collezione privata della fondatrice, consistente in antichità dell'Asia e del mondo occidentale, ma comprendente anche altri pezzi, per un valore complessivo stimato fra i 300 milioni e il miliardo di dollari statunitensi. Il patrimonio è stato messo insieme dall'organizzazione Shumei acquistando manufatti artistici sui mercati antiquari mondiali prima dell'apertura del museo, avvenuta nel 1997. Nella struttura sono conservati in totale oltre duemila pezzi, dei quali circa 250 sono in esposizione permanente a rotazione.
Ogni reperto è stato selezionato con cura, tenendo conto sia dell'intrinseca bellezza artistica sia del significato storico, ma un'attenzione particolare viene anche posta sul modo in cui le opere sono presentate al visitatore.

## Architettura

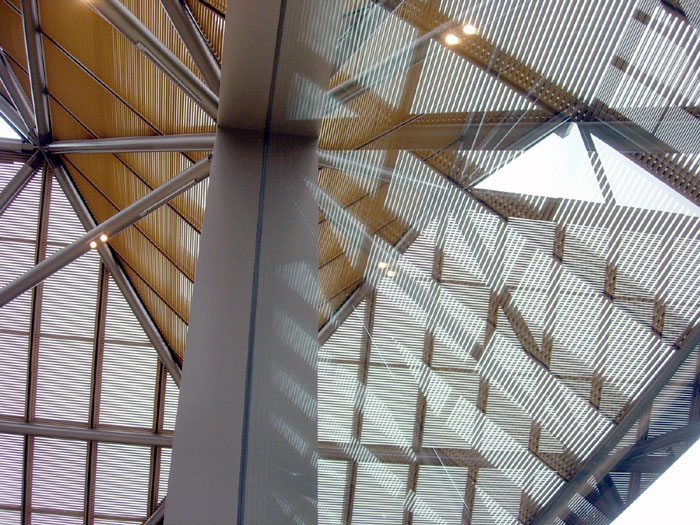
Gli interni disegnati da I.M. Pei.

L'architetto Ieoh Ming Pei aveva già progettato la torre campanaria a Misono, centro spirituale e quartier generale dell'organizzazione Shumei prima ancora di ricevere la commissione del progetto del museo Miho da Mihoko Koyama e da sua sorella, Hiroko Koyama. Il campanile di Misono può essere intravisto attraverso le finestre del museo.
Il progetto di I. M. Pei, che egli finì per chiamare Shangri-La, è concepito in un paesaggio collinare e boscoso. Circa tre quarti dei 17.400 m² dell'edificio sono sotterranei, intagliati nella roccia viva delle cime collinari. Il soffitto è una grande costruzione in vetro e acciaio, mentre il pavimento e le mura (interne ed esterne) sono realizzate nello stesso materiale impiegato da Pei nella reception del Louvre, una pietra calcarea  proveniente dalla Francia, di una calda tonalità beige.

## Controversie e inchieste
Il quotidiano Yomiuri Shimbun, il 12 gennaio 2007, ha dato conto della notizia secondo cui circa cinquanta opere di epoca etrusco-greco-ellenistica sarebbero il frutto di trafugamenti irregolari avvenuti ad opera di un'organizzazione svizzera dedita a simili traffici, che farebbe capo, secondo il quotidiano giapponese, a Gianfranco Becchina. L'organizzazione, attiva già negli anni novanta, avrebbe operato dalla sua sede di Basilea, attraverso una rete di succursali che avrebbe toccato anche il Giappone.
Il nome del museo, sempre secondo il quotidiano giapponese, sarebbe venuto a galla già nel 1997, in relazione all'arresto del trafficante d'arte Giacomo Medici, allora condannato a 10 anni di reclusione, presso il quale furono trovate fotografie di oggetti che sono poi stati esposti al museo giapponese.

### Inchieste
Sulle opere del museo Miho si è accesa negli anni l'attenzione dell'autorità giudiziaria italiana. Sempre secondo lo Yomiuri Shimbun sembrerebbe infatti che nel 2007 sia stata avviata un'inchiesta da parte del governo italiano su alcune opere trafugate da scavi che risulterebbero poi esser state rivendute da un commerciante di opere d'arte ad alcuni musei internazionali. Tra i musei viene citato il Miho Museum. Peraltro, al momento nessun organo del Governo italiano risulta aver preso contatti con il museo e lo stesso articolo che ha riferito la notizia ha riportato anche il comunicato del museo che nega di essere mai stato a conoscenza della origine illegale degli oggetti..